# Pâncești, Bacău
Pâncești este satul de reședință al comunei cu același nume din județul Bacău, Moldova, România.

## Personalități
- Maria Pietraru (n. 1942 - d. 1982), cântăreață de folclor